# Turismo responsabile

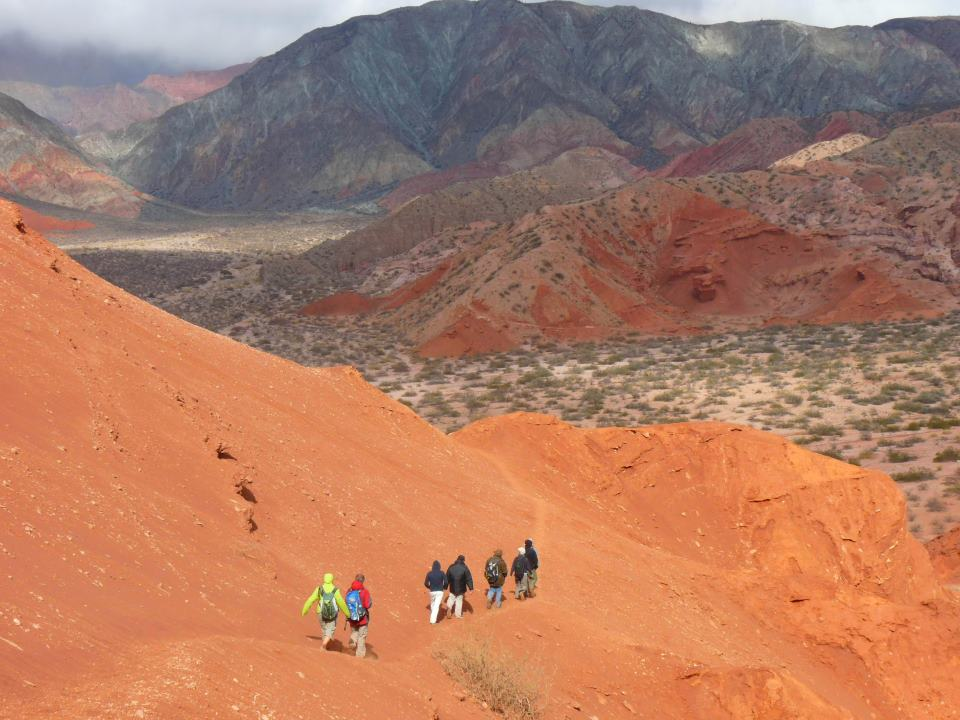
Turismo in Argentina

Il turismo responsabile (o turismo sostenibile) è un approccio al turismo nato alla fine degli anni ottanta, caratterizzato da una duplice preoccupazione per il luogo in cui ci si reca. Sebbene turismo sostenibile e turismo responsabile richiamino intuitivamente lo stesso orizzonte di pensiero e condividano gli stessi obiettivi pratici, può essere utile in prima analisi delineare una differenza interna di significato: si ha turismo sostenibile quando le condizioni ambientali del territorio ospitante non vengono deteriorate dall’attività turistica e quando la medesima offerta turistica può essere riproposta in modo costante negli anni senza subire e accumulare danni. Il turismo responsabile invece è quello messo in atto da turisti dall’atteggiamento consapevole che mantengono un comportamento adeguato nel rispetto dell’ambiente e delle culture ospitanti seguendo i principi della giustizia sociale ed economica. L’accento sulla responsabilità individuale nasce dalla constatazione che il tema della sostenibilità non riesce il più delle volte a chiamare direttamente in causa le persone, così da indurle ad adottare in prima persona uno stile di vita sostenibile, per questo oggi si preferisce parlare maggiormente di turismo responsabile – anziché sostenibile – per richiamare la pratica in questione. La prima preoccupazione riguarda l'ambiente, il turista responsabile infatti deve evitare di danneggiarlo, mentre l'altro fattore di attenzione riguarda le popolazioni che abitano nella località visitata; il turista responsabile in questo caso deve avere un atteggiamento rispettoso della cultura locale e deve garantire anche il benessere della popolazione, capita infatti spesso che i ricavi dell'industria turistica rimangano in mano all'imprenditore o al gestore, senza vero vantaggio per la gente locale.

## Storia
Prima degli anni ‘80 del secolo scorso il turismo sostenibile era un fenomeno di nicchia. A dare la cornice teorica entro la quale poi è scaturita una diversa idea di turismo fu il rapporto Brundtland, approvato dall’ONU nel 1987, che definiva una prospettiva di sviluppo sostenibile per l’umanità come “quello sviluppo che consente alla generazione presente di soddisfare i propri bisogni senza compromettere la possibilità delle generazioni future di soddisfare i propri”.
Poco dopo l’Organizzazione Mondiale per il Turismo diede una prima definizione di turismo sostenibile come quel tipo di turismo che “tiene conto degli attuali e futuri impatti economici, sociali e ambientali, affrontando le esigenze dei visitatori, dell'industria, dell'ambiente e delle comunità”.
Nel 1995 alla Conferenza mondiale sul turismo sostenibile di Lanzarote questi principi vennero ulteriormente specificati nella Carta per il turismo sostenibile.
In Italia, l’Associazione Italiana Turismo Responsabile (AITR), rifacendosi alle dichiarazioni internazionali, ha redatto una Carta per l’ospitalità responsabile, una Carta per il turismo sostenibile e una Carta Etica per il Turismo Scolastico, interessandosi agli aspetti pratici e operativi dell’attività turistica.
Nel 2015 l’importanza di un turismo sostenibile è stata infine riconosciuta dall’ONU, che l’ha inserita fra gli obiettivi dell’Agenda 2030. 23 8451

## Descrizione
Nella maggior parte dei casi, l'espressione viene utilizzata con riferimento al turismo nei paesi del Terzo Mondo o in via di sviluppo, dove si concentrano una parte essenziale del patrimonio ambientale del pianeta (che l'ecoturismo si ripromette di preservare) e, spesso, popolazioni in difficoltà (che l'ecoturismo si ripromette di aiutare). Soprattutto in quest'ultimo aspetto, il concetto di ecoturismo si può mettere in relazione con quello di commercio equo e solidale. Molte organizzazioni ambientaliste internazionali e associazioni benefiche indicano l'ecoturismo come strumento utile per integrare politiche di sviluppo sostenibile. Il 2002 è stato dichiarato "Anno Internazionale dell'Ecoturismo" dalle Nazioni Unite.
Lo stesso concetto è, però, applicabile anche per la difesa dei valori del territorio anche in paesi sviluppati per l'affermarsi di un concetto di turismo che non distrugga le risorse naturali (turismo ecosostenibile). Essendo il turismo uno dei settori a più alto sviluppo al Mondo, una sua crescita rapida e incontrollata potrebbe minacciare le diversità biologiche e le culture indigene. I turisti che scelgono forme di turismo sostenibile e responsabile sono sensibili a questi pericoli e cercano di proteggere le destinazioni turistiche. Turisti sostenibili e responsabili possono ridurre molto il proprio impatto rispettando le comunità e le culture locali, sostenendo l'economia comprando prodotti del luogo e proteggendo le risorse naturali. I fondamenti del turismo responsabile e sostenibile sono l'integrità ambientale, la giustizia sociale e lo sviluppo economico delle popolazioni locali.
Secondo “Consumption and Environment 2012”, il rapporto dell’Unione Europea che monitora i consumi in Europa e le loro conseguenze sull’ambiente, il turismo è il quarto fattore di impatto ambientale per i consumi legati all’alimentazione, alla costruzione di strutture ricettive e alla mobilità. In particolare i trasporti legati al turismo determinano circa l'8% delle emissioni di gas serra. Se interpretato correttamente il turismo potrebbe invece rappresentare una vera opportunità di crescita per le economie locali, di valorizzazione di territori e paesaggi, di recupero di siti archeologici e di mantenimento di tradizioni che racchiudono in sé millenni di storia e cultura.

### I principi generali
Sebbene una definizione universalmente accettata di ecoturismo o turismo responsabile sia ancora da venire, è possibile evidenziare alcuni elementi chiave in quasi tutte le interpretazioni di questa espressione:
- rispetto e salvaguardia dell'ambiente e in particolare dell'ecosistema e della biodiversità, con minimizzazione dell'impatto ambientale delle strutture e delle attività legate al turismo;
- rispetto e salvaguardia della cultura tradizionale delle popolazioni locali;
- requisito di consenso informato da parte di tali popolazioni sulle attività intraprese a scopo turistico;
- dove possibile, partecipazione attiva delle popolazioni locali nella gestione delle imprese ecoturistiche;
- condivisione di un'esperienza più completa per il turista grazie al rapporto diretto con la comunità locale e a una migliore conoscenza della sua cultura.
- in ogni caso, condivisione con esse dei benefici socio-economici derivanti dal turismo.

In gran parte del mondo occidentale esistono operatori turistici di vario livello specializzati nell'ecoturismo. In alcuni casi, si tratta semplicemente di operatori che cercano di trarre profitto da questo emergente segmento di mercato nel settore turistico; in altri casi, si tratta di operatori creati esplicitamente a scopo benefico e collegati a gruppi ambientalisti, associazioni di commercio equo e solidale, opere di solidarietà per il Terzo Mondo e così via.
Gli operatori del settore dell'ecoturismo, in linea di principio, applicano i criteri citati sopra in modi specifici. Per esempio, tendono a utilizzare esclusivamente operatori e strutture locali che offrono adeguate garanzie di rispetto dell'ambiente e delle popolazioni locali, spesso con preferenza accordata alle organizzazioni che dichiarano di devolvere parte dei proventi a favore di attività locali come scuole e ospedali. Inoltre, tali operatori cercano di sensibilizzare i propri clienti rispetto a princìpi ambientalisti e sociali e non raramente chiedono loro di denunciare (eventualmente documentando fotograficamente) eventuali situazioni critiche di degrado ambientale o sociale osservate durante la loro permanenza nei luoghi. In effetti, è noto per esempio che la presenza di turisti (pur con gli eventuali problemi di impatto ambientale) è un elemento non insignificante nel contenimento del bracconaggio in molti paesi dell'Africa come Tanzania o Kenya.

### Stakeholder
Gli stakeholder del turismo responsabile hanno un ruolo importante nello sviluppo di questa attività.
Il turismo responsabile è un'attività economica: viene impiegato un personale, vengono investiti dei capitali, si fa rifornimento da altre aziende e ci si rivolge a consumatori e acquirenti interessati a uno specifico “prodotto”. Nel modello degli stakeholder legati a questo tipo di turismo l'impresa assume il ruolo di coordinatore degli interessi e di tutti gli sforzi fatti per raggiungerli. In questo modello è presente uno schema cooperativo di tipo economico ed etico. Nel turismo responsabile esiste un “attore implicito”, ovvero le risorse naturali, le quali sono portatori di interessi, ma anche oggetto di interessi altrui.
I principali stakeholder sono i governi, le ONG che supportano il turismo responsabile e le comunità locali che beneficiano dello sviluppo economico, della creazione di lavoro e dello sviluppo delle infrastrutture. Altri esempi di stakeholder possono essere:
- Istituzioni pubbliche e private: enti locali territoriali (Comuni, Province, Regioni); agenzie funzionali (Camere di commercio, aziende sanitarie, Università, Centri di ricerca, Istituti di formazione ed educazione, etc.) e aziende controllate
- Istituzioni nazionali e internazionali (UE, Ministeri, Prefettura, Corpo Forestale dello Stato, Capitaneria di Porto, Guardia Costiera, Vigili del Fuoco, etc.)
- Gruppi organizzati: gruppi di pressione (sindacati, partiti politici, mass media, etc.) e associazioni del territorio (fondazioni locali, associazioni culturali, ambientali, di consumatori, etc.)
- Gruppi non organizzati: cittadini e collettività locale
- Persone appartenenti all'Ente specifico (dipendenti, collaboratori, volontari)
- Turisti e fruitori dell'Ente
- Operatori economici (commercianti locali, artigiani locali, aziende agricole, operatori turistici e della ristorazione, cooperative e consorzi)[8]

### Sviluppo del settore
La rilevanza dell'ecoturismo all'interno del mercato del turismo è andata aumentando dagli anni ottanta a oggi. Data la crescente importanza del fenomeno, le Nazioni Unite (ONU) hanno proclamato il 2002 Anno Internazionale dell'Ecoturismo, e in particolare la commissione ONU per lo sviluppo sostenibile ha invitato gli operatori del settore e le autorità politiche a una stretta collaborazione al fine di promuovere questo nuovo modello di turismo. Fra i risultati dell'iniziativa c'è la definizione di un rapporto di collaborazione fra la Organizzazione mondiale del turismo (World Tourism Organization, WTO), il Programma per l'Ambiente (Environment Programme) ONU e l'International Ecotourism Society. Inoltre, nel 2002 sono stati condotti i primi studi estensivi sulle proporzioni del fenomeno in 7 paesi occidentali: Italia, Francia, Spagna, Germania, Regno Unito, Canada e Stati Uniti.
Relativamente al mercato italiano, l'indagine del 2002 ha rilevato un giro d'affari complessivo relativo all'ecoturismo stimabile al 2% del mercato turistico complessivo, con potenziali di crescita annua del 20%. Gli operatori e le agenzie di viaggio specializzati nel settore ecoturistico sono numerosi, ma in genere di piccole dimensioni; in alcuni casi, prodotti ecoturistici vengono venduti da ONG con finalità più ampie per esempio nel settore della solidarietà verso il Terzo Mondo. Allo stesso tempo, i grandi tour operator tradizionali stanno gradualmente ampliando la loro offerta proponendo pacchetti ecoturistici o naturalistici. Le destinazioni più visitate sono in genere quelle che rivestono un interesse sia culturale che naturalistico; per gli ecoturisti italiani le mete preferite principali sono l'America Latina (soprattutto Brasile, Ecuador, Perù, Messico e Cile) e l'Africa (in particolare Tanzania, Kenya e Congo). Gli operatori ecoturistici sono nettamente più presenti di quelli tradizionali (o in alcuni casi sono gli unici operatori presenti) soprattutto nei paesi in cui il turismo è meno sviluppato (per esempio Malawi e Mozambico).

### Ecolabel
Dal 2003 l’applicabilità dell’Ecolabel è stata estesa ai servizi turistici e dal 2005 anche ai servizi di campeggio. Le strutture turistiche che vantano il marchio ecologico europeo si distinguono per l'impegno verso la salvaguardia dell'ambiente e, di conseguenza, della salute umana, riuscendo così a garantire benessere ed eco-qualità ai turisti. Infatti, i criteri per ottenerlo sono: limitare i consumi di energia, limitare i consumi di acqua, limitare i rifiuti prodotti, favorire le fonti rinnovabili, usare sostanze meno pericolose per l'ambiente e promuovere comunicazione ed educazione ambientale. È disponibile online un catalogo delle strutture europee che hanno ottenuto tale marchio.

### Aspetti critici
Il concetto di ecoturismo non manca di destare aspetti critici. Secondo alcuni, molto spesso gli operatori che si dichiarano formalmente "ecoturistici" usano questa etichetta a fini sostanzialmente commerciali e non di rado abusivi. Il fatto stesso che il turismo possa realmente coesistere con rispetto e conservazione dell'ambiente e delle culture dei popoli indigeni è oggetto di discussione. Esistono numerose associazioni che stanno cercando di sviluppare programmi di certificazione degli operatori ecoturistici, ma il processo appare controverso e non prossimo alla conclusione.
Un tentativo di armonizzare i criteri per la certificazione del turismo sostenibile è stato fatto con l’Accordo di Mohonk, che però non ha acquisito un riconoscimento formale. L’assenza di standard riconosciuti ha permesso al fenomeno del greenwashing di proliferare.

### IT.A.CÀ, il Festival del Turismo Responsabile
IT.A.CÀ è il primo e l'unico Festival di Turismo Responsabile in Italia. Nato nel 2009 a Bologna da una idea di Sonia Bregoli e Pierluigi Musarò (soci di YODA APS), ha nella sua mission la creazione di relazioni tra locals e turisti e la comprensione dei principi del turismo responsabile per aziende, viaggiatori, istituzioni e operatori turistici. Si tratta di un Festival itinerante, che coinvolge tutto il Paese da Nord a Sud, comprese le isole.
700 realtà locali, nazionali e internazionali che negli anni hanno contribuito a promuovere un’etica del turismo orientata alla sostenibilità e allo sviluppo responsabile dei territori e che  invitano a riflettere sul concetto di viaggio e ospitalità, sulle migrazioni e la cittadinanza globale.
La rete nazionale IT.A.CÀ promuove una nuova etica del turismo volta a sensibilizzare le istituzioni, i viaggiatori, l’industria e gli operatori turistici per uno sviluppo sostenibile e socialmente responsabile del territorio.